# 木村美佐
木村 美佐（きむら みさ、9月15日 - ）は、日本の女性声優。大分県出身。

## 人物
以前はオフィス薫に所属していた。
趣味・特技は歌を歌うこと、日舞、茶道。資格は普通自動車免許、普通自動二輪免許。

## 出演作品
※太字はメインキャラクター。

### テレビアニメ
- スレイヤーズTRY（1997年、巫女）
- フォーチュン・クエストL（1997年、エルフ達）
- フォルツァ!ひでまる（2002年、レイ、クレオ）
- ストラトス・フォー（2003年、向日塔子、下地島オペレーターA、管制官A）
- 名探偵コナン（2003年 - 2004年、ウェイトレス、スタッフA、案内係）
- RAGNAROK THE ANIMATION（2004年、サチ）

### OVA
- お釈迦様の話
- ハイスクール・オーラバスター（1999年）

### ドラマCD
- あひるの王子さま（白鳥蘭）

### ゲーム
- Canvas2（美咲菫）

### 吹き替え

#### 映画
- 青い目撃者（ダイナ）
- 活きる（風霞）
- インモラル
- エクスタシー 快楽殺人事件（秘書）
- クレイジー・シックス
- 荒野の七人
- こころの湯（ガイダンス）
- ゴールデンボーイ
- ザ・インシデント
- ジュラシック・シティ
- スカーレット・ディーバ（少女のアンナ）
- テールライトは眠らない
- デッド・アウェイ（キャスターB）
- 2002 ワンワンカップ
- ハマーアウト
- バルカン 禁じられた愛
- ハンギング（パティ）
- ブラッド・ガッツ
- ブル・ドッグ 人質救出作戦（ビアータ）
- 本当に若い娘（アリス）
- リトル・チュン（ファン）
- ルナ・パパ（カピブラ）
- レガシー

#### ドラマ
- 超音速ヒーロー ザ・フラッシュ
- バーナビー警部
- 犯罪捜査官ネイビーファイル

#### テレビ番組
- レリックハンター〜秘宝を探せ

#### アニメ
- ドリーミング・デルフィ（チーズ）

### ボイスオーバー
- おどろうたべよう
- ワイルドショー

### CM
- ディズニー ワールド・オン・アイス

### 舞台
- 野性の女（1998年）
- 孔雀館（1999年）